# Віртуальний газопровід

Віртуальний газопровід — система підготовки, зберігання і транспортування газу, яка включає виробництво стисненого / зрідженого газу (CNG / LNG) з подальшим застосуванням автомобільних (залізничних) цистерн для його транспортування. До терміналів виробництва стисненого / зрідженого газу і від терміналів прийому такого газу до споживача застосовуються промислові і побутові газопроводи.
Комплекс віртуального газопроводу складається з окремих
комплектів обладнання — блочно-компресорних установок. Дві з них,
БКУ-1 та БКУ-2, встановлюються безпосередньо на родовищі,
поблизу свердловини. Схема з'єднань наведена на рисунку 1. Вхідні
трубопроводи установок підключаються до трубопроводу газу після
обладнання попередньої очистки. Вихідний трубопровід БКУ-1
підключається до вхідного трубопроводу БКУ-2 за допомогою
зовнішнього міжблочного трубопроводу. До виходу БКУ-2 за
допомогою зовнішнього трубопроводу підключається перша стійка
блоку завантаження газу БЗГ, який являє собою п'ять стійок із
запірною арматурою, встановлених на окремих фундаментах. На
першій стійці блоку завантаження встановлено блочно-завантажувальний модуль, який забезпечує подачу газу в шланг
завантаження першої стійки і в трубопровід, до якого підключені
останні 4 стійки. Кожна стійка обладнана запірними приладами,
шлангом для завантаження газу в автогазовози, контрольно
вимірювальними приладами та запобіжними пристроями. Відстань
між стійками 6 м, що дозволяє одночасну заправку 5 автогазовозів.
Блок розвантаження газу БРГ з БКУ-3 складається із блоку
компресорної установки БКУ-3 та стійок розвантажувальних (5 шт).
Встановлюється на окремому майданчику біля газотранспортної
системи на відстані, згідно проекту, розробленому спеціалізованою
організацією. Вихід установки приєднується зовнішнім трубопроводом до трубопроводу газотранспортної системи. На окремих фундаментах згідно проєкту встановлюються стійки блоку розвантаження БРГ. Схема розвантаження газу з автогазовозів наведена на рисунку 2. Газ із автогазовозів надходить до розвантажувальних
стійок, які обладнані запірними приладами, двома шлангами кожна
для розвантаження газу, контрольно-вимірювальними приладами та
запобіжними пристроями. Кожна стійка має на виході триходовий
кран, що забезпечує вихід газу на два трубопроводи, підключені до
входів компресорної установки БКУ-3. Вихід БКУ-3 за допомогою
зовнішнього трубопроводу підключається до трубопроводу газотранспортної системи.
Частина комплексу, що забезпечує завантаження газу в автогазовози працює наступним чином. Попередньо очищений газ з
родовища надходить на входи установок БКУ-1 та БКУ-2. При тиску
на вході від 4,4 МПа (44 кгс/см2) до 25 МПа (250 кгс/см2) працює
блочно-компресорна установка БКУ-2, яка забезпечує додаткове
очищення, осушування газу та подачу його на блок завантаження БЗГ
з тиском 25 МПа (250 кгс/см2), звідки він надходить в балони
автогазовозів. При зниженні свердловинного тиску до 4,4 МПа
(44 кгс/см2) продуктивність установки БКУ-2 падає нижче
обумовленої технічними вимогами. У цьому випадку включається
установка БКУ-1, яка забезпечує тиск на вході в БКУ-2 не менше 4,4 МПа (44 кгс/см2), підтримуючи постійну продуктивність.
Установка БКУ-1 працює в діапазоні свердловинного тиску від
1,5 МПа (15 кгс/см2) до 4,4 МПа (44 кгс/см2).
Після завантаження газу в автогазовози і доставки його до
трубопроводу газотранспортної системи, газовози підключаються до
блоку розвантаження газу БРГ. Процес розвантаження автогазовозу
проходить у 2 стадії. На першій стадії за допомогою триходового
крана розвантажувальні стійки підключаються до трубопроводу
високого тиску 1, через який газ проходить на фільтр та пристрій
зниження тиску компресорного блоку БКУ-3 і далі, оминаючи
компресор, надходить на вихід з блоку до газотранспортної системи
замовника.
На другій стадії, при зниженні тиску в балонах автогазовозів до
5,5 МПа (55 кгс/см2) або 5,5 МПа (55 кгс/см2), необхідно переключити
кран на трубопровід 2, який підключено до входу компресора
установки. У цьому випадку за допомогою компресора балони автогазовозів розвантажуються до остаточного тиску 0,5 МПа (5 кгс/см2), забезпечуючи на виході з БКУ-3 необхідний тиск.
Блок БРГ дозволяє одночасне розвантаження до 5 автогазовозів
при одночасному підключенні автогазовозів до стійок БРГ. Швидкість розвантаження залежить від кількості підключених для розвантаження машин, та розбіжності в часі їх підключення. У випадку
неодночасного підключення початковий тиск газу останнього з
автогазовозів, що дорівнює 25,0 МПа (250 кгс/см2), приведе до
спрацювання зворотних клапанів, встановлених перед гнучкими
шлангами і вихід газу з газовозів, тиск в яких вже зменшився, буде
перерваний до вирівнювання тиску в балонах усіх машин.
Комплекс обладнаний системою автоматичного керування, яка
призначена для керування, контролю параметрів, регулюванню
продуктивності, захисного відключення, оперативної та аварійної
системи сигналізації з запам'ятовуванням параметрів на момент відключення.